# حامی ماندیرالی
حامی ماندیرالی (انگلیسی: Hami Mandıralı؛ زادهٔ ۲۰ ژوئیهٔ ۱۹۶۸) بازیکن فوتبال اهل ترکیه است.
از باشگاه‌هایی که در آن بازی کرده‌است می‌توان به باشگاه فوتبال آنکاراگوچو، باشگاه فوتبال ترابزون‌اسپور، و باشگاه فوتبال شالکه ۰۴ اشاره کرد.
وی همچنین در تیم‌های ملی فوتبال جوانان ترکیه، جوانان ترکیه، زیر ۲۱ سال ترکیه، Turkey B national football team، و ترکیه بازی کرده‌است.